# Tofuék
A Tofuék (francia címén Les Tofou, angol címén The Tofus) kanadai televíziós rajzfilmsorozat, amelynek rendezője Bruno Bianchi.

## Szereplők
| Szereplő                | Eredeti hang   | Magyar hang     | Leírás |
| ----------------------- | -------------- | --------------- | ------ |
| Chichi                  | Aaron Grunfeld | Borbíró András  |        |
| Lola                    | Brigid Tierney | Böhm Anita      |        |
| Papa                    | Marcel Jeannin | Megyeri János   |        |
| Mama                    | Maria Bircher  | Kiss Erika      |        |
| Buba nagyi              | Sonja Ball     | Halász Aranka   |        |
| April                   | ?              | ?               |        |
| William "Billy" Hubbub  | ?              | Markovics Tamás |        |
| Tidus Hubbub            | ?              | Várkonyi András |        |
| Elizabeth "Beth" Hubbub | ?              | ?               |        |
| Phillip "Phil"          | Jason Szwimer  | Seder Gábor     |        |
| Lillian "Lily"          | ?              | Dögei Éva       |        |
| Cherie                  | ?              | Molnár Ilona    |        |
| Nicolas "Nick"          | ?              | Pálmai Szabolcs |        |

- További magyar hangok: Uri István
- Magyar szöveg : Csányi Zita és Katona László
- Hangmérnők : Árvai Zoltán
- Gyártásvezető : Derzsi-Kovács Éva
- Szinkronrendező : Kertész Andrea

## Epizódok
| #            | Magyar cím | Eredeti cím                           |
| ------------ | ---------- | ------------------------------------- |
|              |            |                                       |
| ELSŐ ÉVAD    |            |                                       |
|              |            |                                       |
| 01.          | ?          | That Fashion Itch                     |
| 01.          | ?          | Chichi the Speedster                  |
|              |            |                                       |
| 02.          | ?          | Hey, Who Turned Out the Lights?       |
| 02.          | ?          | Getting the Hang of Yang              |
|              |            |                                       |
| 03.          | ?          | Strictly for the Birds                |
| 03.          | ?          | Rooster Crime Watch                   |
|              |            |                                       |
| 04.          | ?          | Tough Guys Can Cry                    |
| 04.          | ?          | Lovesick                              |
|              |            |                                       |
| 05.          | ?          | The Tofu Zoo                          |
| 05.          | ?          | Running Away at Christmas Time        |
|              |            |                                       |
| 06.          | ?          | Prime-Time Panic                      |
| 06.          | ?          | Crying Over Spilled Milk              |
|              |            |                                       |
| 07.          | ?          | This'll Make a Man Out of You, Son    |
| 07.          | ?          | Kidnapping                            |
|              |            |                                       |
| 08.          | ?          | Just Call Me April Tofu               |
| 08.          | ?          | The Greening of Burger Palace         |
|              |            |                                       |
| 09.          | ?          | A Star is Almost Born                 |
| 09.          | ?          | Extreme Bio-Babble                    |
|              |            |                                       |
| 10.          | ?          | Urban Jungle                          |
| 10.          | ?          | The Visit of the Great Oneness        |
|              |            |                                       |
| 11.          | ?          | The Wrong Rite of Spring              |
| 11.          | ?          | Downhill Competition                  |
|              |            |                                       |
| 12.          | ?          | Locked In                             |
| 12.          | ?          | A Whale of a Valentine's Day          |
|              |            |                                       |
| 13.          | ?          | That's What I Call Hubbub!            |
| 13.          | ?          | Good Deed Day                         |
|              |            |                                       |
| MÁSODIK ÉVAD |            |                                       |
|              |            |                                       |
| 14.          | ?          | The Beast of Beauvillage              |
| 14.          | ?          | Chichi the Speedster                  |
|              |            |                                       |
| 15.          | ?          | Tomato Blackmail                      |
| 15.          | ?          | Hubbubmobile                          |
|              |            |                                       |
| 16.          | ?          | School Dinner Blues                   |
| 16.          | ?          | Buba's Ark                            |
|              |            |                                       |
| 17.          | ?          | Secret Agent Tofu X-08                |
| 17.          | ?          | The Pebble of Mount Uluru             |
|              |            |                                       |
| 18.          | ?          | Sacked                                |
| 18.          | ?          | Chichi's Big Splash                   |
|              |            |                                       |
| 19.          | ?          | Fried Gift Inside                     |
| 19.          | ?          | Cash and Trash                        |
|              |            |                                       |
| 20.          | ?          | The Great Escape                      |
| 20.          | ?          | Lemon Confidential                    |
|              |            |                                       |
| 21.          | ?          | The Revenge of the Pumpkins           |
| 21.          | ?          | All Tyred Out                         |
|              |            |                                       |
| 22.          | ?          | When Worms Attack                     |
| 22.          | ?          | Cauliflower is Wasted on the Young    |
|              |            |                                       |
| 23.          | ?          | Zen Blowpipe                          |
| 23.          | ?          | Lights, Camera, Goats!                |
|              |            |                                       |
| 24.          | ?          | Just Who Are You, Pop?                |
| 24.          | ?          | Operation Biorhythm                   |
|              |            |                                       |
| 25.          | ?          | Out, Out, Fake Spot!                  |
| 25.          | ?          | The Treasure of the Beauvillage River |
|              |            |                                       |
| 26.          | ?          | Megacity Kids Go Tofu                 |
| 26.          | ?          | A Hair-Raising Model Shoot            |
|              |            |                                       |